# میزان تولید خودرو در ایران
در این صفحه آمار تولید خودروهای ملی ایران بر اساس سال تولید قرار گرفته است.
در سال ۱۳۸۹، رکورد تولید ۷۵۵٫۵۵۵ دستگاه خودرو سبک برای نخستین‌بار در تاریخ خاورمیانه، توسط ایران خودرو انجام شد. نزدیک به نیمی از سهم تولید خودرو سبک کشور در اختیار ایران خودرو قرار گرفت و این شرکت در سودآوری و اشتغال‌زایی در ایران بسیار موفق عمل کرد.
ایران در سال ۲۰۱۵ میلادی ۸۸۴٬۸۶۶ دستگاه خودروی سواری تولید کرده‌است و از نظر تعداد خودروی تولیدی در رتبهٔ ۱۶ام جهان قرار گرفته‌است درحالی‌که ایتالیا با تولید ۶۶۳٬۱۳۹ دستگاه خودرو در جایگاه ۲۰ام قرار داشت.
ایران در سال ۲۰۱۶ میلادی ۱٬۰۷۴٬۰۰۰ خودرو تولید کرد و در جایگاه ۱۴ جهان قرار گرفت در حالیکه ترکیه با تولید ۹۵۰٬۸۸۸ خودرو در جایگاه ۱۷ جهان قرار گرفت.

## گروه سمند
| سال تولید | میزان تولید |
| ۱۳۸۰      |             |
| ۱۳۸۱      |             |
| ۱۳۸۲      | ۵۸،۰۰۰      |
| ۱۳۸۳      | ۷۲،۹۳۱      |
| ۱۳۸۴      |             |
| ۱۳۸۵      |             |
| ۱۳۸۶      | ۸۹،۴۳۹      |
| ۱۳۸۷      |             |
| ۱۳۸۸      | ۸۴،۴۸۵      |
| ۱۳۸۹      | ۱۳۳،۰۹۱     |
| ۱۳۹۰      | ۱۴۱،۷۵۳     |
| ۱۳۹۱      | ۱۱۰،۴۸۰     |
| ۱۳۹۲      | ۶۵،۷۷۵      |
| ۱۳۹۳      | ۱۰۰،۶۴۳     |
| ۱۳۹۴      | ۸۵،۴۴۹      |
| ۱۳۹۵      | ۱۰۲،۷۰۲     |
| ۱۳۹۶      | ۱۰۶،۸۲۵     |
| ۱۳۹۷      | ۵۴،۰۰۱      |
| ۱۳۹۸      | ۵۲،۷۷۴      |
| ۱۳۹۹      | ۵۵،۲۲۰      |
| ۱۴۰۰      | ۵۰،۲۵۷      |

## گروه رانا
| سال تولید | میزان تولید |
| ۱۳۹۱      | ۱۲،۳۲۱      |
| ۱۳۹۲      | ۲۷،۰۲۲      |
| ۱۳۹۳      | ۲۵،۸۵۲      |
| ۱۳۹۴      | ۱۴،۷۱۳      |
| ۱۳۹۵      | ۱۲،۲۴۳      |
| ۱۳۹۶      | ۶،۹۴۱       |
| ۱۳۹۷      | ۳،۸۸۰       |
| ۱۳۹۸      | ۸،۷۵۷       |
| ۱۳۹۹      | ۱۳،۰۳۰      |
| ۱۴۰۰      | ۳۵،۶۳۰      |

## گروه دنا
| سال تولید | میزان تولید |
| ۱۳۹۳      | ۶،445       |
| ۱۳۹۴      | ۱۷،۲۶۴      |
| ۱۳۹۵      | ۲۸،۰۰۸      |
| ۱۳۹۶      | ۴۳،۰۸۸      |
| ۱۳۹۷      | ۳۶،۰۸۸      |
| ۱۳۹۸      | ۳۲،۴۱۹      |
| ۱۳۹۹      | ۵۵،۳۲۰      |
| ۱۴۰۰      | ۵۰،۲۵۷      |

## گروه X200 (تیبا، ساینا و کوییک)
| سال تولید | میزان تولید |
| ۱۳۸۸      | ۲۵          |
| ۱۳۸۹      | ۴،۹۷۳       |
| ۱۳۹۰      | ۳۲،۴۹۲      |
| ۱۳۹۱      | ۲۱،۹۹۱      |
| ۱۳۹۲      | ۴۰،۱۹۵      |
| ۱۳۹۳      | ۸۵،۳۵۹      |
| ۱۳۹۴      | ۷۸،۵۵۵      |
| ۱۳۹۵      | ۱۰۶،۱۳۶     |
| ۱۳۹۶      | ۱۸۶،۸۹۹     |
| ۱۳۹۷      | ۱۳۶،۸۰۹     |
| ۱۳۹۸      | ۱۶۰،۹۹۴     |
| ۱۳۹۹      | ۳۰۹،۳۸۱     |
| ۱۴۰۰      | ۳۶۹،۵۰۲     |

## گروه شاهین
| سال تولید | میزان تولید |
| ۱۳۹۷      | ۱۶          |
| ۱۳۹۸      | ۱۵          |
| ۱۳۹۹      | ۱۷۲۸        |
| ۱۴۰۰      | ۲۰۸۶۶       |